# Morti il 28 aprile
| Questa pagina contiene informazioni ricavate automaticamente dalle voci biografiche con l'ausilio del template Bio e di un bot. L'aggiornamento è periodico e automatico e ricostruisce completamente la pagina. Se manca una persona in questa lista, sei pregato di non aggiungerla, ma accertati piuttosto che la sua voce biografica contenga il template Bio e che i dati anagrafici siano correttamente compilati. Se il template Bio manca, inseriscilo tu stesso o, in alternativa, metti l'avviso {{tmp\|Bio}} che ne segnala la mancanza. Se i dati riportati sono sbagliati, correggi direttamente la voce biografica; le modifiche saranno visibili in questa lista entro pochi giorni. Per chiarimenti vedi il progetto biografie. La lista contiene solo le 520 persone che sono citate nell'enciclopedia e per le quali è stato implementato correttamente il template Bio. Pagina aggiornata al 5 ago 2025. |

## X secolo(2)
- 926 - Burcardo II di Svevia, nobile tedesco
- 988 - Adaldago, arcivescovo tedesco

## XI secolo(3)
- 1015 - Megingaudo di Eichstätt, vescovo cattolico tedesco
- 1069 - Magnus II di Norvegia, re norvegese
- 1076 - Sweyn II di Danimarca, re danese

## XII secolo(3)
- 1109 - Ugo di Cluny, abate e santo francese (n. 1024)
- 1192 - Corrado del Monferrato, nobile e cavaliere medievale italiano
- 1197 - Rhys ap Gruffydd, sovrano (n. 1132)

## XIII secolo(3)
- 1227 - Enrico V del Palatinato, conte tedesco
- 1257 - Shajar al-Durr, egiziana
- 1271 - Gamelin, vescovo cattolico e politico scozzese

## XIV secolo(4)
- 1374 - Guillaume de la Jugée, cardinale francese (n. 1317)
- 1377 - Ugolino de' Rossi, vescovo cattolico italiano
- 1378 - Gabriele IV di Alessandria, vescovo cristiano orientale egiziano
- 1400 - Baldo degli Ubaldi, giurista italiano (n. 1327)

## XV secolo(5)
- 1417 - Margherita di Joinville, nobildonna francese (n. 1354)
- 1442 - Francesco di Challant, nobile italiano
- 1453 - Giacomo Cocco, militare italiano (n. 1412)
- 1457 - Bartolomeo Visconti, vescovo cattolico italiano (n. 1402)
- 1489 - Henry Percy, IV conte di Northumberland, nobile britannico (n. 1449)

## XVI secolo(11)
- 1503 - Louis d'Armagnac, generale francese (n. 1472)
- 1519 - Maddalena de La Tour d'Auvergne (n. 1498)
- 1521 - Susanna di Borbone, nobildonna (n. 1491)
- 1528 - Hugo de Moncada, nobile, politico e militare spagnolo (n. 1476)
- 1530 - Niklaus Manuel, pittore, disegnatore e drammaturgo svizzero (n. 1484)
- 1552 - Yi Gi, politico coreano (n. 1476)
- 1555 - Girolamo Bellarmato, architetto, ingegnere e cartografo italiano (n. 1493)
- 1560 - Andrea Moroni, architetto italiano
- 1569 - Timoleone di Cossé, nobile e militare francese (n. 1543)
- 1591 - Giulio Licinio, pittore italiano (n. 1527)
- 1591 - Ippolito de' Rossi, cardinale e vescovo cattolico italiano (n. 1531)

## XVII secolo(18)
- 1606 - Baccio Valori, letterato, umanista e politico italiano (n. 1535)
- 1607 - Luigi Rodriguez, pittore italiano
- 1609 - Sebastiano Cattaneo, vescovo cattolico e scrittore italiano (n. 1545)
- 1609 - Marsilio Landriani, vescovo cattolico italiano (n. 1528)
- 1614 - Pompeo Ugonio, religioso, bibliotecario e antiquario italiano (n. 1550)
- 1617 - Antoine Loysel, giurista e avvocato francese (n. 1536)
- 1631 - Francesco Maria II della Rovere, condottiero italiano (n. 1549)
- 1633 - Johann Fugger il Vecchio, banchiere, mercante e nobile tedesco (n. 1583)
- 1634 - Michail Borisovič Šein, generale russo
- 1637 - Olimpia Aldobrandini, nobildonna italiana (n. 1567)
- 1640 - Luisa Giuliana del Palatinato-Simmern, nobile tedesca (n. 1594)
- 1641 - Hans Georg von Arnim, generale tedesco (n. 1583)
- 1643 - Filippo III d'Assia-Butzbach, nobile tedesco (n. 1581)
- 1648 - Francesco Maria Domenico Carafa, nobile italiano
- 1670 - Alexandre de Prouville, militare e politico francese
- 1683 - Daniel Casper von Lohenstein, drammaturgo tedesco (n. 1635)
- 1688 - Federico di Meclemburgo-Schwerin, nobile tedesco (n. 1638)
- 1690 - Étienne Le Hongre, scultore francese (n. 1628)

## XVIII secolo(24)
- 1707 - Cristiano di Sassonia-Eisenberg, nobile tedesco (n. 1653)
- 1710 - Thomas Betterton, attore teatrale inglese (n. 1635)
- 1714 - Vincenzo Gonzaga, nobile italiano (n. 1634)
- 1716 - Luigi Maria Grignion de Montfort, presbitero francese (n. 1673)
- 1726 - Thomas Pitt, mercante e politico britannico (n. 1658)
- 1736 - Luisa Elisabetta di Württemberg-Oels, nobile tedesca (n. 1673)
- 1740 - Bajirao I, generale indiano (n. 1700)
- 1740 - Mastani, indiana (n. 1699)
- 1748 - Lorenzo Mattielli, scultore italiano (n. 1687)
- 1755 - Barthélemy-Christophe Fagan, drammaturgo francese (n. 1702)
- 1759 - Marie-Louise Trichet, religiosa francese (n. 1684)
- 1764 - Franz Xaver Feuchtmayer, stuccatore tedesco (n. 1698)
- 1772 - Johann Friedrich Struensee, medico e politico tedesco (n. 1737)
- 1783 - Eyre Coote, militare e politico britannico (n. 1726)
- 1794 - Charles Henri d'Estaing, ammiraglio e generale francese (n. 1729)
- 1794 - Beda Mayr, scrittore tedesco (n. 1742)
- 1794 - Louis Thiroux de Crosne, politico, magistrato e nobile francese (n. 1736)
- 1794 - Jean-Frédéric de La Tour du Pin Gouvernet, generale francese (n. 1727)
- 1794 - Philippe Antoine de La Tour du Pin Gouvernet, generale francese (n. 1723)
- 1796 - Angelo Maria Durini, cardinale italiano (n. 1725)
- 1796 - Francesco Longano, filosofo e saggista italiano (n. 1728)
- 1796 - Henri Christian Michel Stengel, generale francese (n. 1744)
- 1799 - François Giroust, compositore francese (n. 1737)
- 1800 - Mary Eleanor Bowes, nobildonna britannica (n. 1749)

## XIX secolo(60)
- 1802 - Richard Howell, politico statunitense (n. 1754)
- 1804 - Hans Gram, compositore danese (n. 1754)
- 1805 - Charles-Antoine Bridan, scultore francese (n. 1730)
- 1805 - Jean-Baptiste-Gaspard d'Ansse de Villoison, filologo classico francese (n. 1750)
- 1807 - Jakob Philipp Hackert, pittore tedesco (n. 1737)
- 1807 - Luigi Federico II di Schwarzburg-Rudolstadt, principe (n. 1767)
- 1810 - Franz Kaspar Lieblein, botanico tedesco (n. 1744)
- 1813 - Michail Illarionovič Kutuzov, generale russo (n. 1745)
- 1814 - Salvatore Maria Di Blasi, archivista e bibliotecario italiano (n. 1719)
- 1816 - Johann Heinrich Abicht, filosofo tedesco